# Poległy syn: Śmierć Kapitana Ameryki
Poległy syn: Śmierć Kapitana Ameryki (Fallen Son: The Death of Captain America) to miniseria składająca się z pięciu zeszytów, które opisywały różne etapy żałoby społeczności Uniwersum Marvela po śmierci Kapitana Ameryki. W centrum akcji każdego z nich znajduje się jakaś ważna postać Marvela. W Polsce seria pojawiła się jedynie w 42 tomie Wielkiej kolekcji komiksów Marvela.

## Zeszyty zawarte w miniserii
- Captain America #25 (ekskluzywnie w WKKM)
- Fallen Son #1 Zaprzeczenie (główny bohater - Wolverine)
- Fallen Son #2 Gniew (główni bohaterowie - Avengers)
- Fallen Son #3 Negocjacje (główny bohater - Kapitan Ameryka)
- Fallen Son #4 Depresja (główny bohater - Spider-Man)
- Fallen Son #5 Akceptacja (główny bohater - Iron Man)

## Twórcy
- Scenariusz - Jeph Loeb (na podstawie pomysłu J. Michaela Straczynskiego)
- Rozdział pierwszy
  - Rysunki - Leinil Yu
  - Cyfrowy tusz oraz kolory - Dave McCaig
- Rozdział drugi
  - Ołówek - Ed McGuinness
  - Tusz - Dexter Vines
  - Kolory - Jason Keith
- Rozdział trzeci
  - Ołówek - John Romita Jr.(inne języki)
  - Tusz - Klaus Janson
  - Kolory - Morry Hollowell
- Rozdział czwarty
  - Ołówek - David Finch
  - Tusz - Danny Miki
  - Kolory - Frank d’Armata
- Rozdział piąty
  - Rysunki - John Cassaday
  - Kolory - Laura Martin
- Asystent redaktora wydania oryginalnego - Alejandro Arbona
- Redaktor wydania oryginalnego - Bill Rosemann
- Redaktor naczelny wydania oryginalnego - Joe Quesada